# Villanueva de Duero
Villanueva de Duero è un comune spagnolo di 1 001 abitanti situato nella comunità autonoma di Castiglia e León.